# Overbelasting (schaken)
Overbelasting is een term in het schaakspel in verband met de tactiek van het spel. Het betekent dat een verdedigend stuk te veel stukken of velden moet verdedigen. Als het ene stuk daadwerkelijk moet worden verdedigd bijvoorbeeld door af te ruilen, dan verliest een ander stuk zijn verdediging.